# Yasmin Warsame
Yasmin Abshir Warsame (somali : Yasmiin Cabshir Warsame, arabe : ياسمين ابشير ارسام), née en 1976, est un mannequin canadien d'origine somalienne et une militante impliquée dans l'aide aux migrants somaliens. 

## Biographie
Warsame est née à Mogadiscio, en Somalie, le 5 mai 1976. Elle est musulmane. Quand elle a quinze ans, elle quitte la Somalie pour Toronto, au Canada avec sa famille. Quelques années plus tard, elle étudie la psychologie et les sciences humaines et sociales au Collège Seneca de Toronto. Elle est repérée en 1997 par deux professionnelles d'une agence de mannequins, Cindy LaChapelle et Camille Bailey, de l'agence Shok, alors qu'elle est dans le métro de Toronto. Elles lui laisse leurs coordonnées. À leur grande consternation, elle ne prend pas contact immédiatement avec eux. Ironiquement, quelques semaines plus tard, les deux mêmes professionnelles la repère à nouveau alors qu'elle marche dans la rue Queen East, près de l'avenue Spadina. Elles réussissent à la convaincre de signer un contrat mais « au début, j'ai du cacher à ma famille cet emploi » indique-t-elle. Après quelques séances de travail, elle révèle sa grossesse et prend congé pour se concentrer à cette maternité. En 2000, elle reprend cette activité de modèle, travaille notamment pour l'agence Ford Model Management, et pour le catalogue Sears. Mais son allure est considérée comme trop « haute couture » pour la scène locale, d'où des sollicitations rares. Durant l'été 2002, elle se rend à Paris pour renforcer sa notoriété dans le domaine de la mode. Une pub pour le parfum Allure de Chanel contribue en particulier à la faire connaître.
Elle apparaît aussi sur différentes couvertures Vogue et d'autres magazines, et est photographiée par Steven Meisel, Mario Testino, etc. Elle travaille pour différents couturiers et stylistes, de Christian Dior à Jean-Paul Gaultier, et réalise des campagnes publicitaires de grande envergure pour Valentino couture, Dolce & Gabbana, Escada, Hermès, Shiseido, Chanel, GAP et H&M. En 2004, elle se voit attribuer la distinction annuelle de The most alluring Canadian Award 2004.En 2007, elle est membre du jury sur le cycle 2 de l'émission de téléréalité canadienne Canada's Next Top Model.
Elle intervient en même temps comme bénévole pour une organisation de soutien aux jeunes migrants somaliens,Somali Youth Coalition, au Canada, et pour The African Future, un organisme qui collecte des fournitures médicales pour les hôpitaux somaliens. « J'ai une passion pour l'Afrique » dit-elle, « non seulement parce que c'est d'où je viens, mais aussi parce que c'est un endroit qui souffre »,. Elle vit désormais à New York et Toronto, et a signé avec IMG Models.